# 山川征夫
山川 征夫（やまかわ ゆきお、1944年4月22日 - ）は、日本の実業家。整理回収機構副社長や西武鉄道代表取締役副社長を歴任した。元ダイヤモンド信用保証社長。

## 人物
一橋大学卒業後、1969年三菱銀行入行。
東京三菱銀行取締役審査第二部長等を経て、2002年株式会社整理回収機構副社長に就任。同年改正された金融再生法で、企業再生が回収機構の主要な役割の一つとされたことから設置された企業再生ファンド創設検討プロジェクトチームの責任者を務めた。
2004年に西武鉄道グループのオーナーであった堤義明が逮捕されたことを受け、2005年から西武の主要取引銀行であった東京三菱銀行出身者として西武鉄道専務取締役に就任し、西武グループの再建にあたる。2008年から西武鉄道代表取締役副社長を務め、2010年に退任した。

## 来歴
- 一橋大学卒業
- 1969年 -  株式会社三菱銀行入行
- 1988年 -  株式会社三菱銀行お茶の水支店長
- 1993年 -  株式会社三菱銀行審査部長
- 1996年 -  株式会社東京三菱銀行審査第二部長
- 1997年 -  株式会社東京三菱銀行取締役審査第二部長
- 1998年 -  ダイヤモンド信用保証株式会社社長
- 2002年 -  株式会社整理回収機構取締役副社長
- 2005年 -  西武建設株式会社副社長兼西武鉄道株式会社専務取締役上席執行役員
- 2006年 -  西武バス株式会社取締役兼西武運輸株式会社取締役兼伊豆箱根鉄道取締役兼株式会社西武ホールディングス執行役員
- 2008年 -  西武鉄道株式会社代表取締役副社長・副社長執行役員
- 2010年 -  副社長退任、百五銀行監査役、小野測器監査役
- 2013年 - ジョイフル本田取締役（コンプライアンス担当）
- 2016年 - 株式会社丸和運輸機関取締役[3]

## 著作
「書架 『ローンレビューの実践』リレーションシップバンキング研究会著」金融財政事情. 55(20)（通号 2601）[2004.5.24]
「共著『RCCにおける企業再生』株式会社整理回収機構編[社団法人金融財政事情研究会]
[2003.5.15]